# GABA transporter
GABA transporteri su neurotransmiterski transporteri. Sledeći proteini pripadaju toj grupi:
- - GABA transporter tip 1 (GAT1)[2][3]
  - GABA transporter tip 2 (GAT2)
  - GABA transporter tip 3 (GAT3)
  - Betainski transporter (BGT1)
  - Vesikularni GABA transporter (VGAT)